# Vale de Santarém
Vale de Santarém is een plaats (freguesia) in de Portugese gemeente Santarém en telt 3144 inwoners (2001).